# Зелений Клин (Кам'янський район)
Зелений Клин — село в Україні, у Кам'янському районі Дніпропетровської області.
Входить до складу Лихівської селищної громади. Населення за переписом 2001 року складало 0 осіб.

## Географія
Село Зелений Клин знаходиться за 2 км від сіл Березняк і Червона Деріївка.